# Мінерал-У
«Мінерал-У» — багатофункціональний радіолокаційний комплекс, створений ДП Науково-дослідний інститут радіолокаційних систем «Квант-Радіолокація». Призначений для виявлення, класифікації надводних цілей на відстані до 500—600 км, а також видачі цілевказівки засобам ураження. У складі комплексу є активний і пасивний канали.
Станція встановлена на автомобільну платформу Tatra 815-7.
Серед іншого, станція може бути застосована для тісної взаємодії з береговим протикорабельним комплексом «Нептун», що розроблений ДержККБ «Луч» та прийнятий на озброєння ЗС України.

## Історія
Початково комплекс розроблявся як корабельний — «Мінерал-МЕ». Морська версія потенційно може бути встановлена на корвети типу «Ада» для ВМСУ, якщо як ударне озброєння буде обрано ПКР «Нептун».
Постачання перших РЛС «Мінерал-У» було заплановано на початок 2021 року. Станом на кінець 2020 року ДП Науково-дослідний інститут радіолокаційних систем «Квант-Радіолокація» завершив роботу над ключовими складовими нової мобільної РЛС «Мінерал-У». Проте її вчасна передача Збройним силам України — під загрозою.
Проблеми виникли через затримку з постачанням шасі КрАЗ-7634НЕ колісної формули 8×8. На той час виробник, компанія ПрАТ «АвтоКрАЗ» проходила процедуру банкрутства і фактично не виготовляла техніку для військових.
Як варіант виходу із ситуації було розглянуто можливість використання шасі виробництва фірми Tatra.
15 травня 2021 року стало відомо, що на державному підприємстві «Радіовимірювач» зібрали дві станції «Мінерал-У» для майбутнього комплексу. За словами директора «НДІ радіолокаційних систем „Квант-Радіолокація“» Едуарда Касапова, станом на середину травня станції проходять процес налаштування і підготовки до монтажу на колісне шасі Tatra 815-7.
Станції будуть поміщені у радіопрозорі укриття, які будуть разом із кунгом персоналу встановлені на мобільне шасі. Очікувалося, що комплекс буде готовий до випробувань в польових умовах до кінця 2021 року. Таким чином підприємство встигло б завершити роботи до виготовлення першого серійного комплексу «Нептуна».
На початку червня 2021 року видання Defense Express повідомило, що ДП «НДІ „Квант-Радіолокація“» та харківське підприємство «СКТБ Корпорація „УкрІннМаш“» завершують роботи над першими зразками нової мобільної РЛС «Мінерал-У» на шасі Tatra 8×8. Також було оприлюднено перші фотографії зібраної системи. Усі роботи з інтеграції модулю РЛС «Мінерал-У» на шасі Tatra 8×8, розробку додаткового устаткування на кшталт аутригерів були виконані на харківському підприємстві «УкрІннМаш». Усі інші машини комплексу «Нептун» також переводять на шасі Tatra T 815-7T3R41 8х8 1R. Оновлений комплекс був продемонстрований на військовому параді з нагоди Дня Незалежності України у 2021 році.
Наприкінці жовтня 2021 року стало відомо про успішне проходження комплексом заводських випробувань. На черзі — державні випробування.